# Winnie-the-Pooh: Blood and Honey
Série Twisted Childhood Universe
Winnie-The-Pooh: Blood and Honey 2
(2024)
Série Winnie-The-Pooh: Blood and Honey
Winnie-The-Pooh: Blood and Honey 2
(2024)
Pour plus de détails, voir Fiche technique et Distribution.
Winnie-the-Pooh: Blood and Honey ou Winnie l'Ourson : Du sang et du miel en Belgique est un film d'horreur indépendant britannique écrit et réalisé par Rhys Frake-Waterfield (en) sorti en 2023. Il s'agit du premier film du Twisted Childhood Universe. Il met en vedette Amber Doig-Thorne, Maria Taylor, Danielle Ronald, Natasha Tosini, May Kelly, Paula Coiz, Natasha Rose Mills, Nikolai Leon, avec Craig David Dowsett dans le rôle de Winnie l'ourson et Chris Cordell dans celui de Porcinet. Il s'agit d'une relecture horrifique des livres d'Alan Alexander Milne et d'Ernest Howard Shepard sur Winnie l'ourson. Dans le film, Winnie l'ourson et Porcinet sont devenus des tueurs en série sauvages et assoiffés de sang qui se lancent dans un carnage meurtrier après que Jean-Christophe, devenu adulte, les a abandonnés pour aller à l'université.
Le film est annoncé le 24 mai 2022 et suscite une grande attention en raison de son concept impliquant une icône adorée de l'enfance, et provoque des réactions partagées. Le film est produit par Jagged Edge Productions en association avec ITN Studios. Il est développé après que le premier livre de Winnie l'ourson est entré dans le domaine public aux États-Unis le 1er janvier 2022, signifiant que la Walt Disney Company ne détient plus les droits cinématographiques exclusifs des personnages décrits dans le livre. Le film, doté d'un budget de 100 000 dollars, est tourné en dix jours dans la forêt d'Ashdown, dans le Sussex de l'Est, en Angleterre, qui a servi de décor à la série de livres originale.
À l'origine, le film devait être diffusé dans tout le pays pour une soirée unique, mais la popularité du film sur Internet est telle que les producteurs décident de le sortir dans le monde entier. Winnie-the-Pooh: Blood and Honey est présenté en avant-première au Mexique le 26 janvier 2023 et sort en salles aux États-Unis le 15 février. Le film reçoit des critiques négatives en raison de son faible budget, de son histoire jugée incohérente et de son manque de créativité, mais connaît un succès commercial, rapportant plus de 5 millions de dollars dans le monde entier par rapport à son petit budget.

## Synopsis
Il y a de nombreuses années, le jeune Jean-Christophe a rencontré et s'est lié d'amitié avec un groupe d'animaux anthropomorphes — Maître Hibou, Coco Lapin, Bourriquet, Porcinet et Winnie l'ourson — dans la Forêt des rêves bleus, et il leur apportait de la nourriture. Mais lorsque Jean-Christophe est allé à l'université pour devenir médecin, il a cessé de leur rendre visite. Sans Jean-Christophe pour les nourrir ou les guider, et avec l'arrivée de l'hiver, les animaux ont connu une famine extrême et ont été forcés de tuer et de manger Bourriquet, ce qui les a tellement traumatisés qu'ils ont développé une haine viscérale pour les humains, en particulier envers Jean-Christophe pour les avoir laissés souffrir. Ils ont juré de renoncer à leur humanité, de sombrer dans la folie sauvage, de tuer tous les humains sur terre et de ne plus jamais parler.
Cinq ans plus tard, Jean-Christophe, devenu adulte, retourne à la Forêt des rêves bleus, accompagné de sa fiancée Mary, pour retrouver ses anciens amis, mais il trouve l'endroit dans un état de désolation. Malgré les avertissements de Mary, Jean-Christophe poursuit son enquête, mais Porcinet apparaît soudain et étrangle mortellement Mary avec une chaîne. Horrifié, Jean-Christophe tente de s'échapper, mais Winnie et Porcinet le coincent, le ramènent dans les bois et brûlent le cadavre de Mary. Après l'avoir traîné jusqu'à une grotte, ils lui montrent les restes squelettiques de Bourriquet.
Quelque temps plus tard, un groupe d'étudiantes — Maria, Jessica, Alice, Zoe et Lara — loue une cabane dans la Forêt des rêves bleus, comme le suggère le thérapeute de Maria, afin qu'elle puisse tourner la page sur une expérience traumatisante de harcèlement. Tina, une autre amie de Maria, se perd en route vers la cabane et Winnie l'ourson la poursuit jusqu'à une usine abandonnée, où il la broie avec un broyeur. Plus tard, dans sa cabane, Winnie, qui a retenu Jean-Christophe prisonnier, le fouette brutalement avec la queue de Bourriquet et place les restes squelettiques de Mary dans un coin pour le torturer mentalement, avant d'asperger Jean-Christophe de son sang.
À la tombée de la nuit, Winnie et Porcinet rencontrent la cabane. Ils tendent une embuscade et s'emparent de Lara (qui se trouvait dans le jacuzzi), l'emmenant sur la route où Porcinet la cloue au sol tandis que Winnie conduit lentement une voiture sur la tête de Lara, lui écrasant le crâne. Ayant entendu le vacarme, Maria et Jessica sortent pour enquêter, mais trouvent le cadavre de Lara. Elles se retirent dans la cabane pour avertir Alice et Zoé. Les filles sont attaquées par Winnie et sont séparées. Porcinet entre, assomme Alice et tue Zoé en lui fracassant le visage avec une masse dans la piscine. Maria et Jessica assistent à l'enlèvement d'Alice par Winnie et Porcinet et décident de les suivre dans les bois pour la sauver.
Dans la cabane de Winnie, Maria et Jessica libèrent Alice, Jean-Christophe et une autre otage nommée Charlene, dont le mari Darrel a déjà été assassiné par Porcinet. Cherchant à se venger après que Porcinet lui a gravement marqué le visage, Charlene appelle Porcinet pour le tuer avec un revolver mais rien ne se passe, Winnie qui arrive soudainement derriere elle, l'attrape par le cou, la met a terre, verse du miel sur son visage et Porcinet la dévore vivante. Winnie poursuit Maria et Jessica dans les bois, mais Alice reste sur place pour maîtriser Porcinet par derrière, puis l'enchaîner et le tuer avec sa propre masse. Winnie, qui a entendu les cris de Porcinet, tend une embuscade et empale mortellement Alice à l'aide d'un couteau planté dans un mur, par la bouche ouverte.
Maria et Jessica courent vers la route, où elles arrêtent une voiture conduite par quatre campagnards locaux — Logan, Tucker, John et Colt — pour demander de l'aide. Malgré les tentatives des hommes pour l'abattre, Winnie les tue facilement individuellement jusqu'à ce que Maria tente de l'écraser avec la voiture. Winnie monte sur la voiture et elle s'écrase contre un arbre. Maria perd connaissance. À son réveil, elle est témoin de la décapitation de Jessica par Winnie. Il s'apprête à tuer Maria jusqu'à ce que Jean-Christophe arrive au volant d'une autre voiture, écrase Winnie entre les deux voitures et le tue en apparence.
Jean-Christophe tente d'aider Maria, mais Winnie, qui a survécu, se libère et attrape Maria en la menaçant d'un couteau. Jean-Christophe supplie Winnie, lui promettant de passer le reste de sa vie dans la Forêt des rêves bleus avec lui s'il la laisse partir. Mais Winnie le rejette pour enfin dire à Jean-Christophe les seuls mots depuis toutes ces années : « Tu es parti », avant de trancher la gorge de Maria. Après l'avoir vue mourir dans ses bras en murmurant de partir, Jean-Christophe, traumatisé et anéanti, se rend compte que son ancien ami d'enfance ne veut plus être aidé mais veut se venger, et s'enfuit de la forêt tandis que Winnie poignarde à plusieurs reprises le cadavre de Maria par satisfaction et joie.

## Fiche technique
Sauf indication contraire, les informations mentionnées dans cette section peuvent être confirmées par la base de données cinématographiques IMDb,  présente dans la section « Liens externes ».
- Titre original et français : Winnie-the-Pooh: Blood and Honey
- Titre belge : Winnie l'Ourson : Du Sang et du Miel
- Réalisation : Rhys Frake-Waterfield (en)
- Scénario : Rhys Frake-Waterfield, d'après les livres Winnie l'ourson d'Alan Alexander Milne et d'Ernest Howard Shepard
- Photographie : Vince Knight
- Musique : Andrew Scott Bell
- Production : Rhys Frake-Waterfield et Scott Jeffrey (producteurs) ; Stuart Alson et Nicole Holland (producteurs délégués)
- Société de production : Jagged Edge Productions
- Sociétés de distribution : Altitude Film Distribution et Fathom Events
- Budget : 100 000 dollars[1]
- Pays de production :  Royaume-Uni
- Langue originale : anglais
- Format : couleur
- Genre : horreur
- Durée : 84 minutes
- Dates de sortie :
  - États-Unis et Belgique : 15 février 2023
  - France : 19 juillet 2023 (directement en vidéo et VOD)
- Classification :
  - États-Unis : R (interdit aux moins de 17 ans non accompagnés)
  - France : interdit aux moins de 12 ans

## Distribution
Note : Il existe deux doublages français. Un pour la France, réalisé en Espagne par la société de doublage Audioprojects, et un pour la Belgique, réalisé aux Pays-Bas par une société de doublage inconnue, et qui a employé des comédiens néerlandais. Ci-dessous, les noms des comédiens de doublage de la version française réalisée pour la France  sera indiqué à gauche, et les noms des comédiens de doublage de la version française réalisée pour la Belgique  sera indiqué à droite.
- Nikolai Leon (VF : Olivier Valiente / ?) : Jean-Christophe
- Maria Taylor (VF : Sophie Ostria[2] / Irada Delsink) : Maria
- Natasha Rose Mills (VF : Juliette Verdier / ?) : Jessica
- Amber Doig-Thorne (VF : Caroline Lemaire / ?) : Alice
- Danielle Ronald (VF : Fanny Gatibelza / ?) : Zoe
- Natasha Tosini (VF : Héloïse Chettle / Sharon Verdegem) : Lara
- Paula Coiz (VF : Mathilde Eloy / Sharon Verdegem) : Mary
- May Kelly (VF : Magali Mestre / ?) : Tina
- Danielle Scott (VF : Sylvie Santelli / ?) : Charlene
- Craig David Dowsett (VF : Michaël Cermeno / ?) : Winnie l'ourson
- Chris Cordell : Porcinet
- Toby Wynn-Davies (VF : Philippe Mijon / ?) : le narrateur

Version française 
- Studio de doublage : Audioprojects
- Direction artistique : Caroline Lemaire
- Adaptation : Michaël Cermeno

Version française 
- Studio de doublage : Studio situé aux Pays-Bas
- Direction artistique : Andy van Veen

## Production

### Développement
Le 24 mai 2022, Josh Korngut du site Dread Central annonce qu'un film d'horreur basé sur Winnie l'Ourson va être réalisé. Les droits des personnages sont détenus par la Walt Disney Company depuis 1966 et, bien que Disney conserve des droits exclusifs sur les représentations de ces personnages de leur propre franchise, ainsi que sur des personnages plus récents comme Tigrou, Winnie l'Ourson ainsi que tous les personnages décrits dans le livre sont entrés dans le domaine public le 1er janvier 2022. Après l'expiration des droits d'auteur, Rhys Frake-Waterfield (en) entame la production de Winnie-the-Pooh: Blood and Honey, son premier long-métrage. Dans un entretien accordé à Variety, Frake-Waterfield décrit ainsi l'intrigue du film :

« Jean-Christophe s'est éloigné d'eux, et il ne leur a pas donné à manger, ce qui a rendu la vie de Winnie et Porcinet assez difficile... Parce qu'ils ont dû se débrouiller seuls, ils sont devenus essentiellement sauvages. Ils sont donc retournés à leurs racines animales. Ils ne sont plus apprivoisés : ils sont comme un ours et un cochon vicieux qui veulent se promener et essayer de trouver des proies »,

Les masques utilisés pour Winnie et Porcinet dans le film sont créés par la société américaine de fabrication de masques prothétiques Immortal Masks, qui a fabriqué les masques dans le style de Winnie l'Ourson avant que le livre de 1926 n'entre dans le domaine public.

### Tournage
Winnie-the-Pooh: Blood and Honey est tourné dans la forêt d'Ashdown, dans le Sussex de l'Est, en Angleterre, sur une période de dix jours,. Jagged Edge Productions produit le film en collaboration avec ITN Studios, qui le distribue. Frake-Waterfield prend soin d'éviter la chemise rouge emblématique de Winnie, ainsi que tout autre élément propre aux représentations de Disney du personnage qui pourrait poser un problème de droits d'auteur.

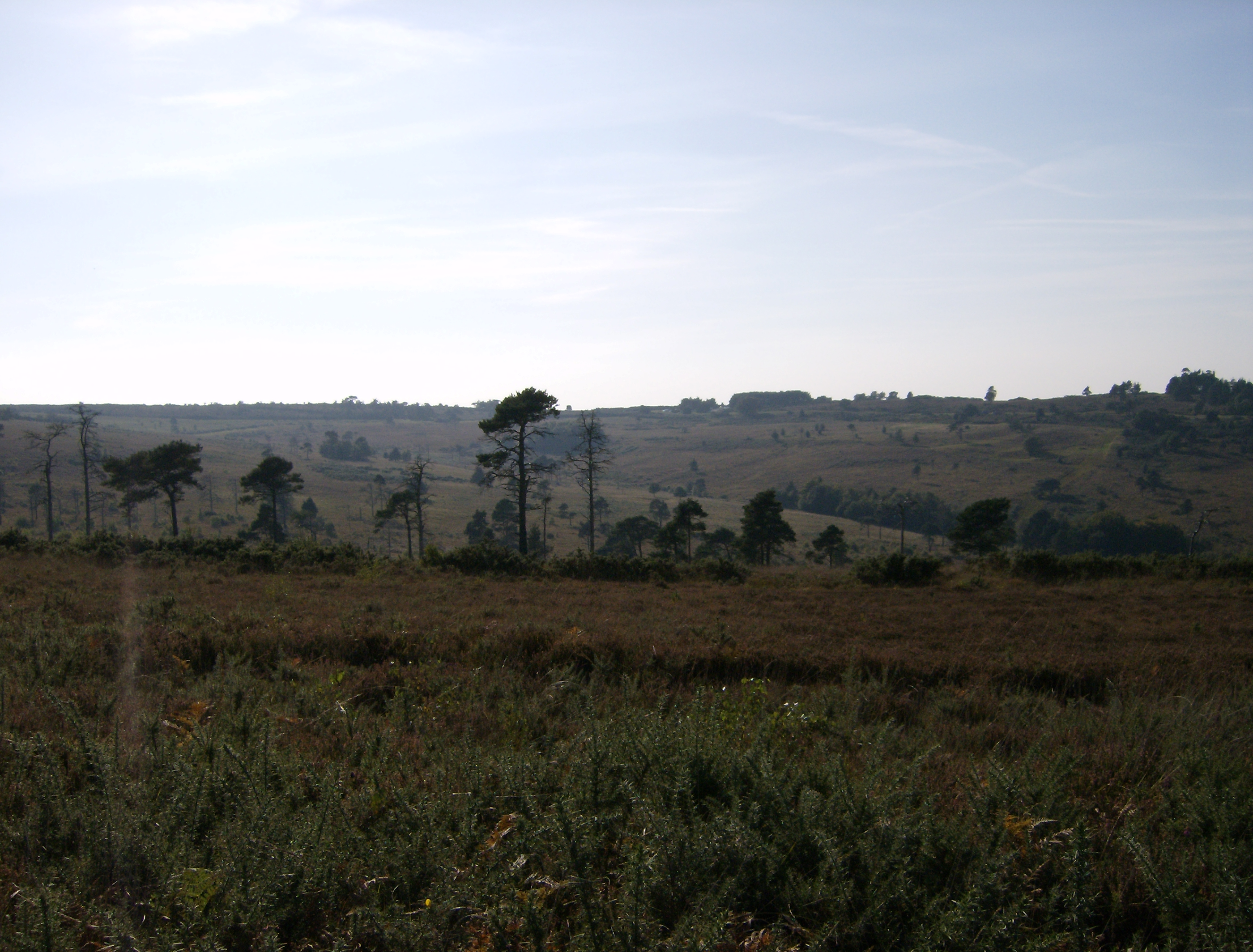
La forêt d'Ashdown, connue pour être le décor des histoires de Winnie l'ourson, est utilisée comme lieu de tournage pour Winnie-the-Pooh: Blood and Honey, où il est tourné pendant dix jours.

En raison de la popularité croissante du film, ITN lui accorde un budget plus important, ce qui entraîne plusieurs jours de tournage supplémentaires. Cela en fait le film le plus cher que Waterfield ait jamais réalisé et le film le plus cher produit par ITN, avec un budget de 100 000 dollars,.

### Musique
Le 18 juillet 2022, il est annoncé qu'Andrew Scott Bell va composer la bande originale du film,. Quatre jours plus tôt, Bell a mis en ligne sur YouTube une vidéo intitulée Winnie the Pooh: Blood, Honey, and Violins qui montre comment il a conduit de Los Angeles à San Francisco, avec son manager Mike Rosen, pour récupérer un violon rempli de rayons de miel chez un luthier expérimental afin de composer la bande-son du film. Dans une interview avec Dread Central, Bell explique comment il s'est impliqué dans la production de Winnie-the-Pooh: Blood and Honey :

« Fin mai, un jour ou deux avant que le film ne devienne massivement viral, j'ai commencé à voir des discussions en ligne sur un film d'horreur sur Winnie l'ourson. Je me souviens avoir fait des recherches sur IMDb et avoir trouvé le réalisateur Rhys Frake-Waterfield sur Instagram où sa story contenait une capture d'écran du commentaire d'une personne disant quelque chose du style « votre film est en train de ruiner notre enfance ». Il a réagi en disant : « C'est ce que j'essaie de faire, ruiner l'enfance de tout le monde » »,

## Récompenses
À l’occasion de la 44e cérémonie des Razzie Awards, le film est le plus récompensé avec le Razzie du Pire film, le Pire couple à l'écran, Pire préquelle, remake, reboot ou suite, le Pire scénario et le Pire réalisateur.

## Sortie
Le film doit initialement sortir en octobre 2022, mais la publicité accrue et les reshoots entraînent le report de sa sortie en salles à 2023. Le film est présenté en avant-première au Mexique le 26 janvier 2023 et a été distribué par Cinemex. Il est initialement prévu que le film sorte pour une journée dans les cinémas des États-Unis, du Royaume-Uni, du Canada le 15 février 2023, les sociétés Fathom Events et Altitude Film Distribution ayant acquis les droits de distribution du film dans leurs pays respectifs,. En janvier 2023, il est annoncé que le film va bénéficier d'une sortie élargie au cinéma à partir du 15 février aux États-Unis,. Le film sort ensuite au Royaume-Uni le 10 mars. Le film ressort aux États-Unis pendant une semaine, à partir du 17 mars. Une sortie à Hong Kong est annulée en raison de prétendus problèmes techniques, mais le film pourrait avoir été censuré en raison de mèmes Internet comparant Winnie l'ourson au secrétaire général du parti communiste chinois Xi Jinping ; en 2018, le film Jean-Christophe et Winnie a été interdit pour cette raison.

### Promotion
La première bande-annonce est diffusée le 31 août 2022. Hattie Lindert, de The A.V. Club, la qualifie de « délicieusement déjantée »,.

### Commentaires avant la sortie
Après que le film a été annoncé, la rédactrice de Salon Kelly McClure écrit que le film est « un exemple parfait du mal qui pourrait résulter du fait qu'une œuvre créative glisse dans le domaine public »,. Elle ajoute que le film est une « version horrifique » de Winnie l'ourson et que « vous avez tout ce qu'il faut pour créer un classique culte sombre et tordu »,. Jon Mendelsohn, du site Collider, qualifie les images du film de « carburant pour cauchemar » et le concept d'« extrêmement bizarre », tout en notant qu'« Internet est en train de flipper »,. Rotem Rusak, écrivant pour Nerdist, écrit : « Voir l'ours emblématique réimaginé en un monstre cauchemardesque de slasher témoigne d'un esprit délicieusement imaginatif qui nous inspire vraiment »,. Justin Carter de Gizmodo écrit :

« L'attrait de Blood and Honey dépendra entièrement de si vous êtes prêt à rencontrer le film pour son postulat, et si vous n'êtes pas immédiatement rebuté par l'idée de personnages d'enfants transformés en meurtriers ou ayant une histoire sombre et énervante. Internet était rempli de ce genre de choses il y a à peine une dizaine d'années, et on a l'impression que le film est tiré de la même étoffe »,

Katarina Feder d'Artnet écrit : « une publicité comme celle qu'ils ont eue ne s'achète pas et quelque chose me dit que ce projet passionnel indépendant trouvera son financement, donnant vie aux idées uniques du réalisateur sur le meurtre de femmes en bikinis »,.

### Sortie en vidéo
Au Royaume-Uni, l'édition collector du film sort en Blu-ray le 5 avril 2023. Une version plus classique sort le 14 avril.
Le film bénéficie d'une sortie numérique sur Amazon Prime aux États-Unis le 11 avril 2023.

## Accueil

### Accueil critique
Sur le site web Rotten Tomatoes, 3 % des 58 critiques sont positives, avec une note moyenne de 2,20/10. Metacritic, qui utilise une moyenne pondérée, a attribué au film une note de 16 sur 100, sur la base de 19 critiques, ce qui indique un « rejet écrasant ».
Christian Zilko d'IndieWire attribue au film la note de C+, critiquant le manque de cohérence du scénario ainsi que le faible budget de production. Luke Thompson du A.V. Club a attribué une note similaire au film, bien qu'il note que le film remplit bien sa promesse d'être un slasher basé sur un livre pour enfants populaire. Tasha Robinson, de Polygon, estime que certains éléments tels que le gore et le grotesque inhérent au film fonctionnent bien, mais précise que les dialogues médiocres, le manque d'humour et le décalage par rapport à la base du film ont gâché un concept intéressant.
Dennis Harvey de Variety critique vivement le film pour son manque d'humour, son jeu d'acteur médiocre et son scénario incohérent, considérant que le film « ne répond même pas aux attentes les plus élémentaires suscitées par son concept »,. Dans sa critique pour Rue Morgue, Michael Gingold écrit que le film manque d'esprit ou d'imagination pour réussir à exploiter son postulat ; il souligne en outre que la photographie « terne », l'absence de personnalité du méchant et la mauvaise qualité de la production rendent le film facilement oubliable. Nick Allen de RogerEbert.com écrit que le film échoue à la fois comme comédie et comme film d'horreur, notant que les scènes mal éclairées du film rendent difficile de déchiffrer ce qui se passe à l'écran ; il rejoint les sentiments d'autres critiques sur les problèmes d'écriture et l'absence de personnages intéressants.

### Box-office
Au 19 avril 2023, Winnie-the-Pooh: Blood and Honey a rapporté 2 millions de dollars aux États-Unis et au Canada, et 3 millions de dollars dans d'autres territoires, dont plus d'un million de dollars au Mexique, pour un total mondial de 5,2 millions de dollars,,.

## Suites

### Winnie-The-Pooh: Blood and Honey 2
En juin 2022, Rhys Frake-Waterfield exprime son intérêt pour la réalisation d'une suite, souhaitant « monter en puissance et devenir encore plus fou et extrême »,. En novembre, il annonce qu'il va écrire et réaliser une suite doté d'un budget « cinq fois » plus important que celui de l'épisode précédent. Le tournage de la suite devrait commencer fin 2023, avec une date de sortie prévue pour février 2024.
Winnie-The-Pooh: Blood and Honey 2 sort en 2024.

### Autres projets
Parallèlement à l'annonce d'une suite, deux autres films d'horreur ont été annoncés : Bambi: The Reckoning et Peter Pan's Neverland Nightmare, basés respectivement sur Bambi, l'histoire d'une vie dans les bois et sur Peter Pan, également entrés dans le domaine public,,. En février 2023, Frake-Waterfield déclare que les différents projets se déroulent dans la même franchise à continuité commune, et que Jagged Edge Productions a l'intention de réaliser des crossovers avec les personnages. Frake-Waterfield exprime également son intérêt pour la réalisation de films sur Thor, le dieu nordique du tonnerre, ainsi que sur des franchises protégées par le droit d'auteur telles que les Télétubbies, les Tortues Ninja et Les Super Nanas,.

### Citations originales
1. ↑  (en) « You left ».
2. ↑  (en) « Christopher Robin is pulled away from them, and he's not [given] them food, it's made Pooh and Piglet's life quite difficult... Because they've had to fend for themselves so much, they've essentially become feral. So they've gone back to their animal roots. They're no longer tame: they're like a vicious bear and pig who want to go around and try and find prey ».
3. ↑  (en) « Back in late May, a day or so before the film went massively viral, I started seeing some online chatter about a Winnie the Pooh horror movie. I remember looking it up on IMDb and finding the director Rhys Frake-Waterfield on Instagram where his story had a screenshot of a person's comment saying something to the effect of "your movie is ruining our childhoods". His reaction was, "that's what I'm trying to do, ruin everyone's childhood" ».
4. ↑  (en) « delightfully bonkers ».
5. ↑  (en) « a perfect example of the wrong that could come from a creative work slipping into public domain ».
6. ↑  (en) « horrific take ».
7. ↑  (en) « you've got the makings of a dark and twisted cult classic ».
8. ↑  (en) « nightmare fuel ».
9. ↑  (en) « extremely bizarre ».
10. ↑  (en) « the internet is freaking out ».
11. ↑  (en) « Seeing the iconic bear reimagined : a nightmarish slasher monster speaks to a delightfully imaginative spirit that really inspires us ».
12. ↑  (en) « The appeal of Blood & Honey will depend entirely on if you're willing to meet the movie halfway on its premise, and aren't immediately turned off by the idea of children's characters being turned into murderers or having some dark, edgy backstory. The internet was filled with that sort of thing just a decade or so ago, and this feels like it's very much pulling from that same cloth ».
13. ↑  (en) « you can't buy publicity like the kind they've had and something tells me that this indie passion project will find its funding, bringing to life the director's unique ideas about murdering women in bikinis ».
14. ↑  (en) « fail[ed] to meet even the most basic expectations set up by its conceptual gimmick ».
15. ↑  (en) « drab ».
16. ↑  (en) « ramp it up even more and go even crazier and go even more extreme ».
17. ↑  (en) « five times ».